# Englumborg

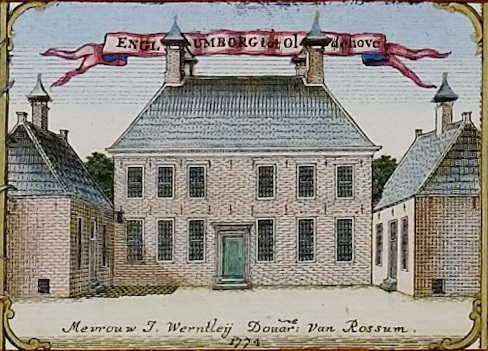
De borg op de kaart van Theodorus Beckeringh (1781). De tekening zelf dateert van voor de sloop. Op een verder identieke voorstudie van deze tekening uit 1769 is te zien dat de borg omringd wordt door een gracht.

De Englumborg was een borg welke even ten noorden van Oldehove heeft gestaan, ten zuiden van de wierde Englum. De naam van de borg klinkt nog door in het streekje Englum dat even ten noorden ligt van de voormalige borg. Englumborg is vooral bekend als woning van de avonturier Johan Willem Ripperda, die de borg kortstondig heeft bewoond in het begin van de achttiende eeuw.
De borg is vermoedelijk voortgekomen uit een van de drie heerden waarop het grietenijrecht lag onder jurisdictie van de kluft Oldehove-Saaksum; Bennemaheerd, Ulsemaheerd en Wilsmaheerd, waarvan Ulsemaheerd als vermoedelijke voorganger van de Englumborg wordt genoemd.
De borg wordt voor het eerst als zodanig genoemd in 1656. Als bewoner wordt dan genoemd een lid van de familie Van Ewsum. De borg zal waarschijnlijk ontstaan zijn uit een van de drie edele heerden in de kluft Englum. Aan het einde van de zeventiende eeuw wordt de Englumborg gekocht door Jan Clant van Aduard, die zijn invloed in het Humsterland probeert uit te breiden. Clant verkoopt de borg, waarschijnlijk zonder de rechten in 1705 aan Ripperda. Op de Coenderskaart lijkt het gebouw uit twee gebouwen naast elkaar te bestaan. Mogelijk liet Ripperda het gebouw verbouwen tot het gebouw dat te zien is op de tekening van Beckeringh uit 1769.
Van de borg resteert nog slechts een restant van de gracht achter een boerderij, wellicht het voormalige schathuis. Het is onduidelijk wanneer de borg gesloopt is; de laatste bewoners die genoemd worden zijn de jonker Jacob Willem van Rossum en zijn vrouw Jacomina Werndley die de borg tussen 1760 en 1772 bewoonden. Van Rossum overleed in 1772 zette zijn vrouw de borg in 1773 en 1774 te koop, met in het tweede jaar de vermelding dat de borg 'gesleten' (gesloopt) moest worden. Een jaar later werd het materiaal van de sloop te koop aangeboden. In 1774 verkocht Jacomina Werndley de rechten van de borg aan haar zoon Jan Willem Hendrik van Rossum, die deze in 1777 weer verkocht en naar Oost-Indië verhuisde.